# Eduard Albert
Se även Eduard Albert (ingenjör)
Eduard Albert, född 20 januari 1841 i Senftenberg in Böhmen, död där 26 september 1900, var en österrikisk läkare och skriftställare.
Albert, vars far var urmakare, blev 1867 medicine doktor samt 1873 professor i kirurgi i Innsbruck och 1881 i Wien, där han verkade till sin död. Hans forskning i anatomi, fysiologi och kirurgi vann erkännande i hela medicinska världen, och han betraktades efter Theodor Billroths död såsom den kirurgiska vetenskapens nestor i Wien. 
Albert utgav många lärda skrifter, däribland Lehrbuch der Chirurgie och Vorlesungen über die Diagnostik der chirurgischen Krankheiten (åttonde upplagan 1900), samt populära småskrifter i filosofiska, hygieniska och sociala ämnen. 
Även skönlitterärt har Albert ett namn dels genom sin på tjeckiska skrivna studie över sin vän skalden Jaroslav Vrchlický, dels genom fyra band Poesie aus Böhmen (1893-95), ett utmärkt urval tjeckiska dikter i tysk tolkning, till stor del utförd av Albert själv. Även såsom originalskald debuterade han - efter sin död. Han skrev nämligen 42 smärre reflexionsdikter, "I himmel och på jord", som skulle utges anonymt, men genom hans plötsliga död röjdes författaren.
Albert var ledamot av österrikiska herrehuset och ledamot av vetenskapsakademien i Wien.